# لطخة باير
بُقَع باير (أو الجُرَيباتُ اللِّمْفِيَّةُ المُتَكَدِّسَة لباير)(بالإنجليزية: Peyer's patch)‏هي عقد لمفاوية تحتوي على تجمعات صغيرة من الخلايا اليمفاوية، سُمّيت نسبة الى عالم التشريح السويسري يوهان كونراد باير الذي اكتشفها في القرن السابع عشر. وهي جزء مهم من الأنسجة اللمفاوية المرتبطة بالأمعاء والتي تقع عادًة لدى البشر في الجزء الأدنى من الأمعاء الدقيقة، خاصة في الصائم البعيد واللفائفي، ولكن يمكن أيضًا العثور عليها في الاثني عشر.

## التشريح
يمكن ملاحظة بقع باير على أنها قطع ثخينة متطاولة من الظهارة المعوية يبلغ طولها بضعة سنتيمترات. تم العثور على حوالي 100 لطخة في البشر. مجهريًا، تظهر لطخات باير على شكل بصيلات ليمفاوية بيضاوية أو مستديرة (تشبه العقد اللمفاوية) تقع في طبقة الغشاء المخاطي للفائفي وتمتد إلى الطبقة تحت المخاطية. يصل أعلى عدد للطخات في سن 15-25، ثم ينخفض خلال باقي المراحل. في اللفائفي البعيد، تتواجد اللطخات بشكل أكبر وتشكل حلقة ليمفاوية. يتركز ما لا يقل عن 46% من لطخات باير في آخر 25 سم من اللفائفي في البشر. من المهم أن نلاحظ أن هناك اختلافات كبيرة في الحجم والشكل وتوزيع لطخات باير من فرد إلى آخر. في البالغين، يُنظر إلى الخلايا الليمفاوية البائية على أنها تهيمن على المراكز الإنباتية للجريبات. تم العثور على الخلايا اللمفاوية التائية في المناطق بين الجريبات. من بين الخلايا أحادية النواة، فإن خلايا CD4 + / CD25 تمثل 10% وخلايا CD8 + / CD25 + تمثل 5%، وهي أكثر وفرة في لطخات باير منها في الدم.
تتميز بقع باير بالظهارة المرتبطة بالجريب، والتي تغطي جميع الجريبات اللمفاوية. تختلف الظهارة المرتبطة بالجريب عن ظهارة الزغابات المعوية الصغيرة النموذجية: يحتوي على عدد أقل من الخلايا الكأسية، وبالتالي؛ فإن طبقة المخاط أرق، وتتميز أيضًا بوجود خلايا M المتخصصة والتي تدعى خلايا ميكروفولد، والتي تمتص وتنقل المستضدات من التجويف المعوي. علاوة على ذلك، تكون الصفيحة القاعدية للظهارة المرتبطة بالجريب مسامية أكثر مقارنة بالزغابة المعوية. وتكون الظهارة المرتبطة بالجريب أقل نفاذية للأيونات والجزيئات الكبيرة، ويرجع ذلك أساسًا إلى ارتفاع افراز بروتينات الموصل المحكم.

## الوظيفة
نظرًا لأن تجويف الجهاز الهضمي يتعرض للبيئة الخارجية، فإن الكثير منه مليء بالكائنات الحية الدقيقة المسببة للأمراض. وبالتالي فإن لطخات باير تثبت أهميتها في المراقبة المناعية للتجويف المعوي وفي تسهيل إنتاج الاستجابة المناعية داخل الغشاء المخاطي.
تواجه الكائنات الحية الدقيقة المسببة للأمراض ومولدات الضد الأخرى التي تدخل إلى الأمعاء البلاعم، والخلايا التغصنية، والخلايا اللمفية البائية، والخلايا اللمفاوية التائية الموجودة في لطخات باير ومواقع أخرى للأنسجة اللمفاوية المرتبطة بالأمعاء. وبالتالي، تعمل لطخات باير على الجهاز الهضمي مثلما تعمل اللوزتان في الجهاز التنفسي، وتحتجز الجزيئات الغريبة، وتراقبها، وتدمرها.
يتم تغطية لطخات باير بظهارة خاصة مرتبطة بالجريب تحوي على خلايا متخصصة تسمى خلايا ميكروفولد (خلايا M)، والتي تأخذ عينات من المستضد مباشرة من التجويف وتسلمه إلى الخلايا المقدمة للمستضد (تقع في هيكل فريد يشبه الجيب على جانبها الوحشي السفلي). يمكن للخلايا التغصنية والبلاعم أيضًا أن تأخذ عينة من التجويف مباشرة عن طريق تمديد التغصنات من خلال المسام الخاصة بالخلايا M عبر الخلايا. في نفس الوقت يتم إغلاق المسار الخلوي للظهارة المرتبطة بالجريب بإحكام لمنع اختراق المستضدات والتواصل المستمر مع الخلايا المناعية. يتم تحفيز الخلايا التائية والخلايا البائية وخلايا الذاكرة عند مواجهة مولد الضد في لطخات باير. ثم تنتقل هذه الخلايا إلى العقد الليمفاوية المساريقية حيث يتم تضخيم حجم الاستجابة المناعية. تمر الخلايا الليمفاوية النشطة إلى مجرى الدم عبر القناة الصدرية وتنتقل إلى القناة الهضمية حيث تقوم بوظائف المستجيب النهائية. يحدث النضوج النهائي للخلايا اللمفاوية البائية في لطخات باير.

## الأهمية السريرية
على الرغم من أهمية اللطخات في الاستجابة المناعية؛ إلا أن النمو المفرط للأنسجة اللمفاوية في لطخات باير هو نمو مَرضَي، حيث ارتبط تضخم لطخات باير ارتباطًا وثيقًا بالانغلاف المعوي المجهول السبب. ويرتبط ازدياد عدد اللطخات أو ازدياد حجمها بزيادة خطر الإصابة بأمراض البريون. كما تهاجم السالمونيلا وفيروس شلل الأطفال هذا الجزء من الأمعاء.